# Kîzîlivka, Bilohirsk
Kîzîlivka (în ucraineană Кизилівка) este un sat în comuna Ciornopillea din raionul Bilohirsk, Republica Autonomă Crimeea, Ucraina.

## Demografie
Componența lingvistică a localității Kîzîlivka
     Rusă (72,5%)
     Tătară crimeeană (25,83%)
     Ucraineană (1,67%)
Conform recensământului din 2001, majoritatea populației localității Kîzîlivka era vorbitoare de rusă (72,5%), existând în minoritate și vorbitori de tătară crimeeană (25,83%) și ucraineană (1,67%).